# Isla Esmeralda
L'isla Esmeralda è un'isola del Cile meridionale nell'oceano Pacifico. Appartiene alla regione di Magellano e dell'Antartide Cilena, alla provincia di Última Esperanza e al comune di Natales. L'isola fa parte dell'arcipelago Campana.

## Geografia
Esmeralda ha una forma molto irregolare ed è attraversata da fiordi molto profondi. Misura 21 miglia per 13, ha una superficie di 515,2 km² e la sua altezza massima è quella del Cerro Norte (700 m circa). L'isola è delimitata a nord dal canale del Castillo, a est i canali Sotomayor e Ladrillero la separano rispettivamente dalle isole Orella e e Angamos, a sud il canale Covadonga la separa dall'isola Stosch, il lato occidentale dell'isola si affaccia sul Pacifico.